# Кросс-Роудс (Техас)
Кросс-Роудс (англ. Cross Roads) — місто (англ. town) в США, в окрузі Дентон штату Техас. Населення — 1744 особи (2020).

## Географія
Кросс-Роудс розташований за координатами 33°13′14″ пн. ш. 96°59′45″ зх. д. / 33.22056° пн. ш. 96.99583° зх. д. (33.220445, -96.995811).  За даними Бюро перепису населення США в 2010 році місто мало площу 18,29 км², з яких 18,10 км² — суходіл та 0,19 км² — водойми. В 2017 році площа становила 16,83 км², з яких 16,64 км² — суходіл та 0,19 км² — водойми.

## Демографія
Згідно з переписом 2010 року, у місті мешкали 1563 особи в 562 домогосподарствах у складі 445 родин. Густота населення становила 85 осіб/км².  Було 614 помешкання (34/км²).
Расовий склад населення:
| - 86,3 % — білих - 7,7 % — чорних або афроамериканців - 1,7 % — азіатів - 0,3 % — корінних американців - 0,1 % — вихідців з тихоокеанських островів - 2,0 % — осіб інших рас |

До двох чи більше рас належало 1,9 %. Частка іспаномовних становила 13,4 % від усіх жителів.
За віковим діапазоном населення розподілялося таким чином: 27,4 % — особи молодші 18 років, 64,4 % — особи у віці 18—64 років, 8,2 % — особи у віці 65 років та старші. Медіана віку мешканця становила 36,0 року. На 100 осіб жіночої статі у місті припадало 97,6 чоловіків;  на 100 жінок у віці від 18 років та старших — 95,2 чоловіків також старших 18 років.
Середній дохід на одне домашнє господарство  становив 132 107 доларів США (медіана — 114 583), а середній дохід на одну сім'ю — 139 816 доларів (медіана — 125 156). За межею бідності перебувало 1,9 % осіб, у тому числі 1,4 % дітей у віці до 18 років та 0,0 % осіб у віці 65 років та старших.
Цивільне працевлаштоване населення становило 533 особи. Основні галузі зайнятості: освіта, охорона здоров'я та соціальна допомога — 21,2 %, науковці, спеціалісти, менеджери — 15,6 %, виробництво — 10,5 %, роздрібна торгівля — 8,4 %.